# Lissemys scutata
Lissemys scutata — вид трёхкоготных черепах. Обитает в Юго-Восточной Азии.

## Таксономия
Некоторые специалисты (M.A. Smith, 1931; Mertens, L. Müller & Rust, 1934) считали L. scutata не отдельным видом, а подвидом Lissemys punctata.

## Описание
Панцирь от оливково-коричневого до коричневого цвета с темными пятнами (у молодых особей) или сетками (у взрослых). Голова от оливкового до коричневого цвета с нечеткой темной полосой, идущей назад от каждой глазницы, и еще одной, проходящей назад между глазницами.

## Распространение и среда обитания
Обитает в реках Иравади и Салуин в Мьянме, окрестностях Бхамо, Патейна, Чаука, Янгона, Баго и Моламьяйна в Мьянме, на северо-востоке Таиланда и, возможно, в провинции Юньнань, Китай (Kuchling, 1995).

## Питание
Это рыбоядное животное.

## Угрозы и охрана
Хотя Lissemys scutata внесена в список видов, вызывающих наименьшие опасения, некоторые полагают, что она может быть уязвимой, поскольку ее продают в больших количествах на продовольственных рынках Восточной Азии. Однако исследований было проведено недостаточно, чтобы прийти к выводу об охранном статусе этого вида.